# غراهام ريتشاردز
غراهام ريتشاردز (بالإنجليزية: Graham Richards)‏ هو كيميائي بريطاني، ولد في 1 أكتوبر 1939 في Hoylake ‏ في المملكة المتحدة.